# Нисидзава, Акинори
Акинори Нисидзава (яп. 西澤 明訓 Нисидзава Акинори, род. 18 июня 1976, Сидзуока) — японский футболист, нападающий. Участник Кубка конфедераций 2001 года и чемпионата мира 2002 года. Победитель Кубка Азии 2000 года.

## Карьера
С 1997 по 2002 год сыграл за национальную сборную Японии 29 матчей, в которых забил 10 голов. Сыграл один матч на домашнем чемпионате мира 2002 года, выйдя в стартовом составе в 1/8 финала против Турции.
Во время своего короткого пребывания в «Болтон Уондерерс», смог запомниться тем, что спас команду от поражения на последних минутах матча Кубка Лиги против «Уолсолла», 11 сентября 2001 года.